# Овсянников, Михаил Константинович
Михаи́л Константи́нович Овся́нников (1926—2015) — советский и российский учёный, доктор технических наук, профессор Государственного университета морского и речного флота им. адмирала С. О. Макарова.

## Биография
Родился 11 декабря 1926 года. В 1946 году с отличием окончил Астраханский речной техникум. В 1952 году окончил судомеханический факультет Ленинградского высшего инженерного морского училища и был зачислен в аспирантуру. Далее работал там же.
В 1956 году защитил кандидатскую диссертацию:
- Исследование условий газообмена в судовых двухтактных дизелях: диссертация … кандидата технических наук: 05.00.00. — Ленинград, 1956. — 258 с.: ил.

В 1973 году защитил докторскую диссертацию:
- Тепловая напряженность деталей цилиндропоршневой группы малооборотных судовых дизелей на эксплуатационных режимах работы: диссертация … доктора технических наук: 05.08.05. — Ленинград, 1973. — 352 с.: ил.(2т.).

С 1976 по 1984 год — председатель Всесоюзного межотраслевого комитета по дизелестроению. С 1982 по 1996 год — начальник кафедры термодинамики и судовых энергетических установок.
Автор 150 печатных публикаций
Его научные разработки способствовали созданию надёжных и экономичных отечественных двигателей, а учебники по термодинамике и гидромеханике используются во всей системе подготовки механиков в отрасли.
Умер 14 октября 2015 года.

## Сочинения
- Теплотехника: Техническая термодинамика и теплопередача: Учеб. для курсантов и студентов вузов по спец. 24. 05. 00"Эксплуатация судовых энерг. установок" / М. К. Овсянников, И. И. Костылев. — СПб.: Элмор, 1998. — 206 с.: ил.; 22 см; ISBN 5-7399-0045-X
- Тепловая напряженность судовых дизелей [Текст] / М. К. Овсянников, Г. А. Давыдов. — Ленинград: Судостроение, 1975. — 256 с.: ил.; 22 см.
- Эксплуатационные качества судовых дизелей / М. К. Овсянников, В. А. Петухов. — Ленинград: Судостроение, 1982. — 206 с.: ил.; 22 см. — (Качество и надежность).
- Судовые дизельные установки: Справочник / М. К. Овсянников, В. А. Петухов. — Ленинград: Судостроение, 1986. — 422.91] с.: ил.; 22 см.
- Судовые автоматизированные энергетические установки: [Учеб. для курсантов судоводителей (1606) спец. высш. инж. мор. уч-щ] / М. К. Овсянников, В. А. Петухов. — Москва: Транспорт, 1989. — 255,[1] с.: ил.; 22 см; ISBN 5-277-00382-7
- Основы гидромеханики/ М. К. Овсянников, Е. Г. Орлова, П. С. Емельянов. — Москва: РКонсульт, 2003 (ООО Тип. ИПО профсоюзов Профиздат). — 151 с.: ил.; 20 см; ISBN 5-89805-043-4
- Температурные напряжения в деталях судовых дизелей [Текст] / Г. А. Давыдов, М. К. Овсянников. — Ленинград: Судостроение, 1969. — 247 с.: черт.; 22 см.